# Los pequeños privilegios
Los pequeños privilegios es una  película mexicana dirigida por Julián Pastor en el año de 1977, protagonizada por Pedro Armendáriz Jr., Hugo Stiglitz, Cristina Moreno, Anaís de Melo y Yara Patricia.

## Argumento
El filme relata las diversas situaciones del matrimonio arreglado entre Pedro y Cristina, los cuales viven entre el confort y la elegancia con una vida de llena lujos y moda. Dentro de la historia Cristina se encuentra embarazada junto con su amiga Jackie y son atendidas por uno de los mejores especialistas y llevan a cabo ejercicios para poder dar a luz adecuadamente. 
Al mismo tiempo el matrimonio contrata a Imelda, una joven de provincia para ayudarle a los labores de limpieza. Por medio de la historia de Imelda dentro de la película vemos la otra perspectiva de la sociedad, la cual también se encuentra embarazada pero su estado es un problema por lo cual decide  abortar y debido a no tener el conocimiento suficiente, atenta contra su vida a tal punto de quedar estéril. Al final de la trama se ve una imagen con cierto toque de ironía en la cual Imelda termina cuidando al bebé de su patrona.

## Reparto
- Pedro Armendáriz Jr. como Pedro.
- Hugo Stiglitz como Hugo.
- Cristina Moreno como Cristina.
- Anaís de Melo como Jackie.
- Leonor Llausás como Yolanda
- Yara Patricia como Imelda.
- Kiki Herrera Calles como Mamá de Cristina.
- Blanca Torres como Julia.
- José Nájera como Arturo.
- León Singer como doctor Landeros
- Rodrigo Cruz como el portero.
- Lily Garza como amiga 1.
- Carlos León como Joaquín.
- Sergio Molina como gasolinero.
- María Clara Zurita como enfermera

## Premios
Obtuvo el premio a la mejor actriz de reparto en el festival de Panamá de 1978.